# Michael Gspurning
Michael Gspurning (Graz, 1981. május 2. –) osztrák labdarúgó, a német FC Schalke 04 II kapusa.